# Вольф, Иоганн Кристоф
Иоганн Кристоф Вольф (нем. Johann Christoph Wolf род. в Вернигероде в 1683; ум. в Гамбурге в 1739 году) — германский христианский гебраист и библиограф, автор библиографического четырёхтомника на латинском языке «Bibliotheca Hebraea» (Гамбург, 1715—1733; переиздан в 1967), на который ссылаются авторы ЕЭБЕ, когда указывают: «Bibl. Hebr.».

## Биография
Получив образование в Виттенберге, посетил для расширения своих познаний Голландию и Англию. Особенный интерес представляли для него восточные языки и их литературы.
В 1712 году получил место преподавателя еврейского языка в Гамбургской гимназии. В это же приблизительно время в Гамбург была доставлена коллекция Оппенгеймера, и Вольф занялся составлением очерка еврейской литературы на основании сокровищ этой коллекции. В результате возникла его знаменитая «Bibliotheca Hebraea» (4 тома, Гамбург, 1715—1733).

## Труды

### «Bibliotheca Hebraea»
- Первый том представляет перечень еврейских писателей;
- второй том посвящён отдельным монографиям по предметам (например, ο Библии, Талмуде, каббале и т. д.);
- последние два тома служат дополнениями к предыдущим, причём в томе III даются новые перечни лиц, писавших по-еврейски, a в томе IV продолжены отдельные монографии. Последние чрезвычайно ценны, и знакомство христиан с Талмудом в XVIII и XIX веках основывалось исключительно на исследованиях Вольфа.[5]

«Bibliotheca Hebraea» подала Штейншнейдеру мысль составить каталог Бодлеяны (Берлин, 1857), в котором труд Вольфа цитируется чуть ли не на каждой странице.

### Другие
- Очерк по истории еврейских словарей (докторская диссертация, Виттенберг, 1705);
- Исследование ο караимах («Notitia Karaeorum», Гамбург, 1721), включающее в себя труды Мордехая бен-Нисана, ныне представляющее скорее библиографический, чем научный интерес.[5]